# Lintel

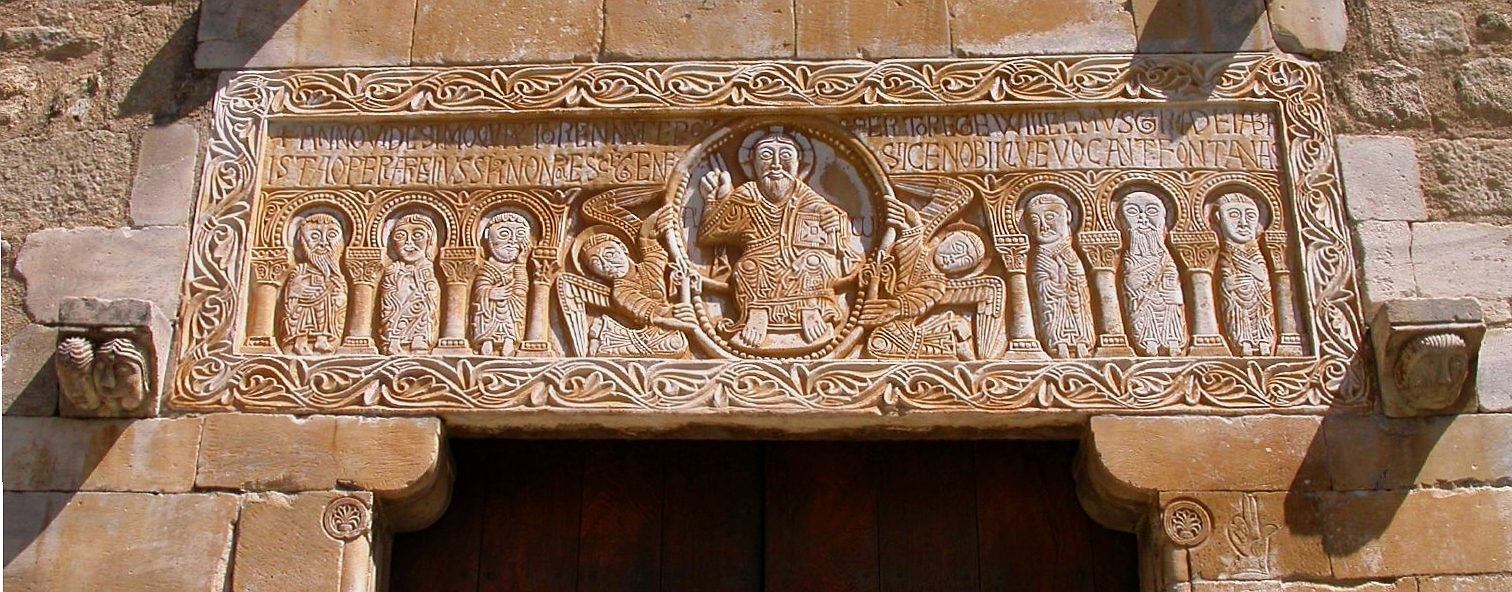
Dintel dae Abadia de Saint-Génis-des-Fontaines

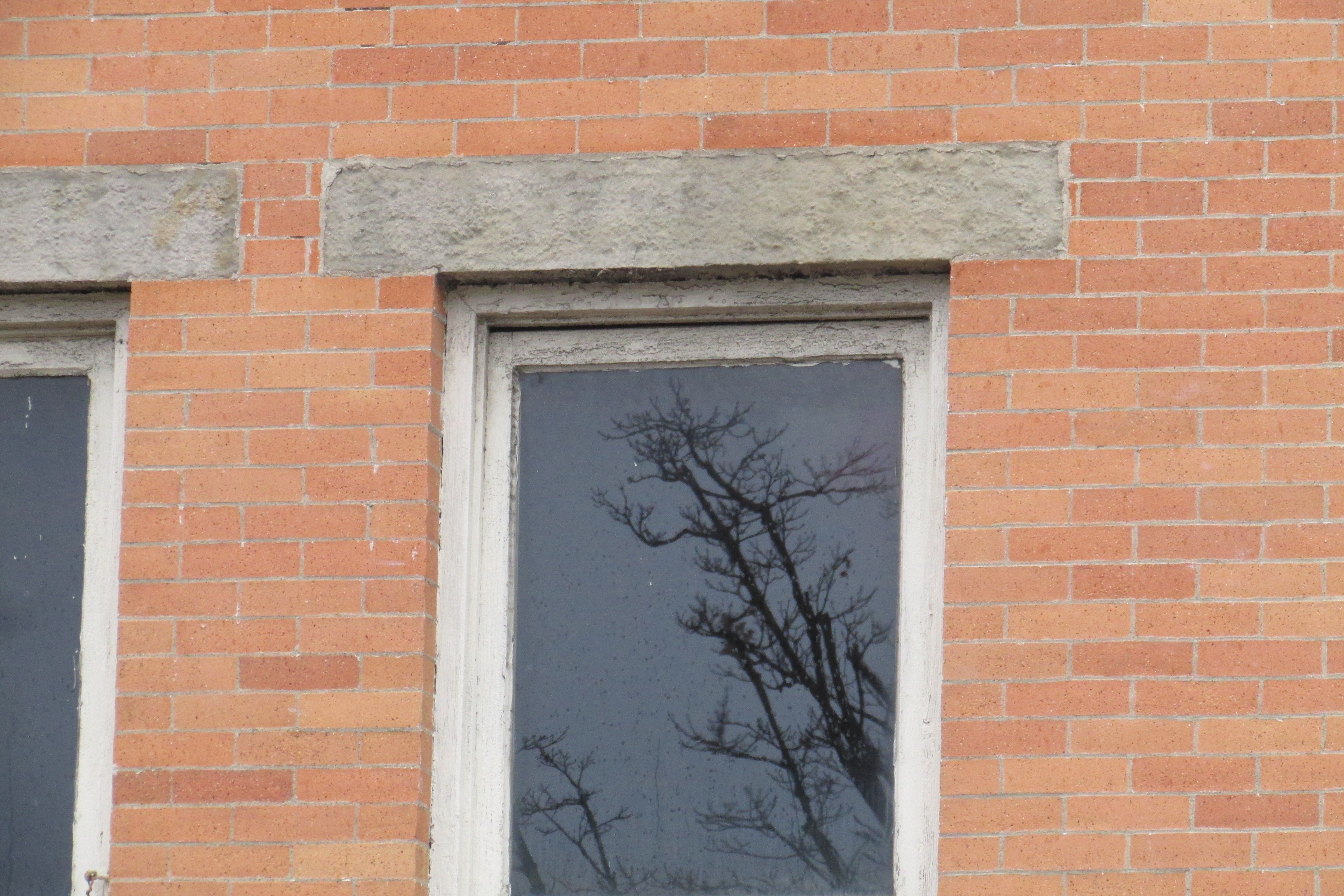
Lintel sobre uma janela

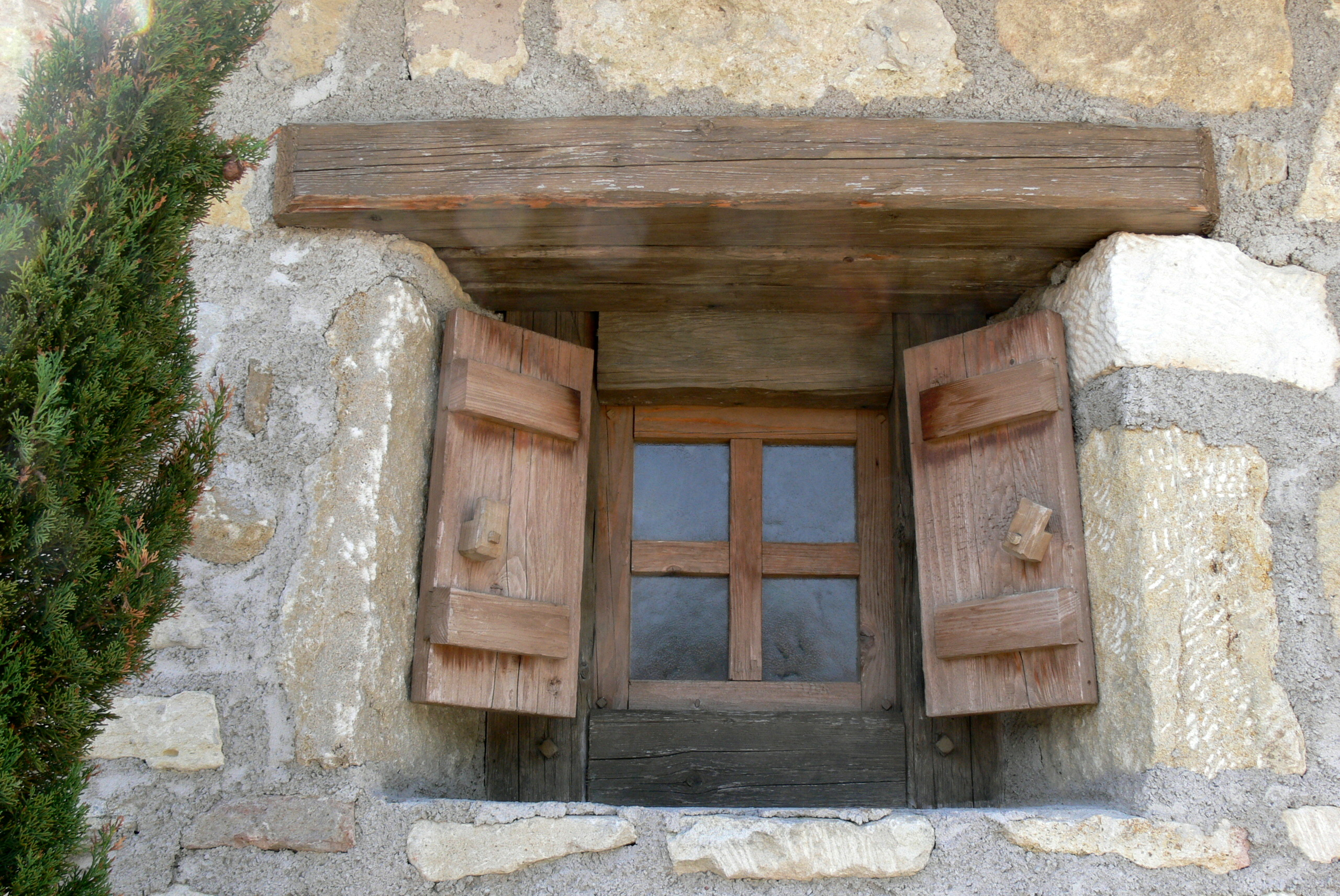
Museu ao ar livre em Petronell (Baixa Áustria). Casa de Lúcio: Lintel de madeira

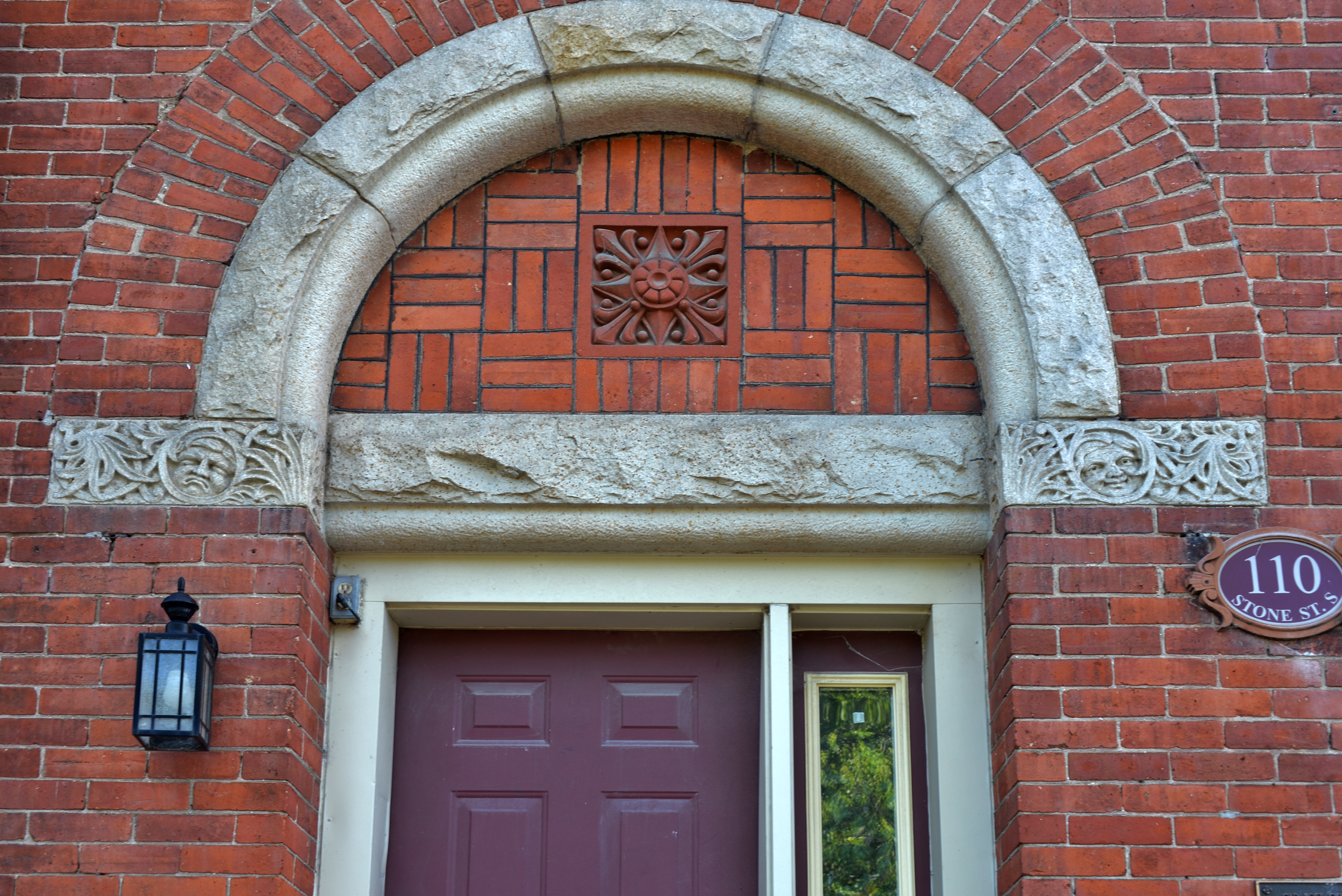
Lintel sobreposto por um arco assente sobre o saimel

Em arquitetura, um lintel é uma viga de materiais diversos (madeira, pedra, ferro, concreto etc.) que assenta nas ombreiras ou jambas e constitui o acabamento da parte superior de portas e janelas; sendo também chamado de dintel, padieira ou verga. Um lintel é um tipo de viga (um elemento estrutural horizontal) que abrange aberturas como portais, portas, janelas e lareiras. Pode ser um elemento arquitetónico decorativo ou um item combinado ornamentado/estrutural. No caso das janelas, o vão inferior é designado por peitoril, mas, ao contrário do lintel, não serve para suportar carga e garantir a integridade da parede. Define-se como a “peça horizontal que forma a parte superior de uma portal. Um arco funciona como um lintel curvo.
Pode também ser chamado de someiro quando construído em madeira, num vão cujas ombreiras são executadas em argamassa.
Utilizado também sobre aberturas de lareiras, com o intuito de proteger a face superior da parede do calor e fumaça. A utilização da forma de lintel como elemento decorativo de construção sobre portais, sem função estrutural, tem sido empregue nas tradições e estilos arquitetónicos da maioria das culturas ao longo dos séculos.
Exemplos do uso ornamental dos linteis estão nos salões hipóstilos e nas estelas de laje do antigo Egito e na arquitetura indiana talhada na rocha dos templos budistas em grutas. Os templos budistas indianos pré-históricos anteriores e posteriores eram construções de madeira com lintéis de madeira para suporte estrutural nas aberturas. Os templos escavados na rocha eram mais duráveis, e os lintéis de pedra esculpida não estruturais permitiam utilizações ornamentais criativas de elementos budistas clássicos. Artesãos altamente qualificados foram capazes de simular a aparência da madeira, imitando as nuances de uma estrutura de madeira e os grãos da madeira ao escavar templos em grutas de rochas monolíticas. Em exemplos de construções indianas independentes, a tradição da arquitetura Hoysala entre os séculos XI e XIV produziu muitos lintéis de pedra não estruturais elaboradamente esculpidos na região do Planalto do Deccan do Sul, no sul da Índia. A civilização maia nas Américas era conhecida pela sua arte sofisticada e arquitetura monumental. A cidade maia de Yaxchilan, no rio Usumacinta, no atual sul do México, especializou-se na escultura em pedra de elementos ornamentais de lintel com lintéis estruturais de pedra. O atalburu,  é o nome dado ao lintel acima da entrada principal das casas tradicionais bascas. O lintel geralmente contém datas relacionadas à história da casa.

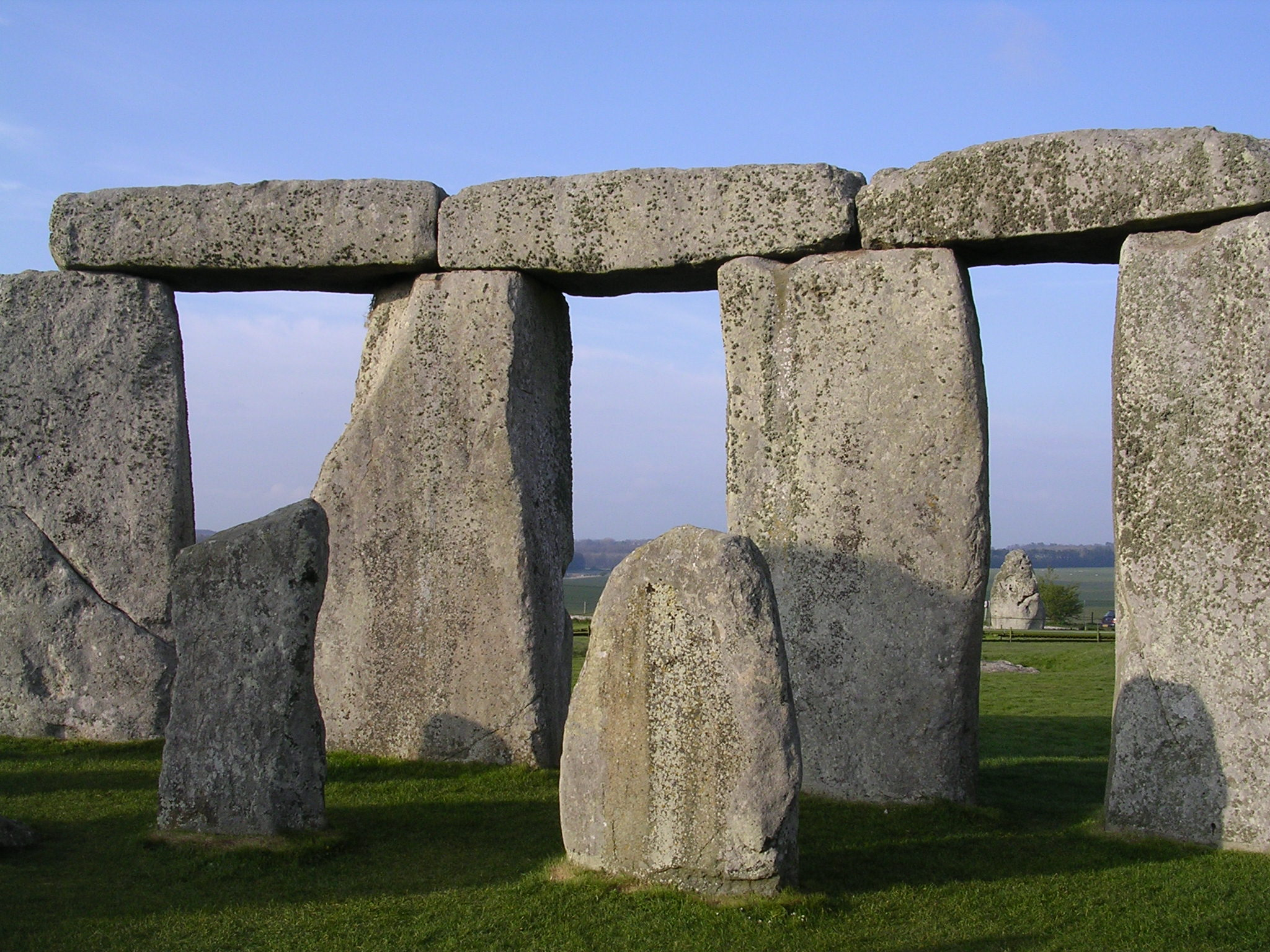
Stonehenge, um exemplo de construção de postes e vergas da arquitetura neolítica.

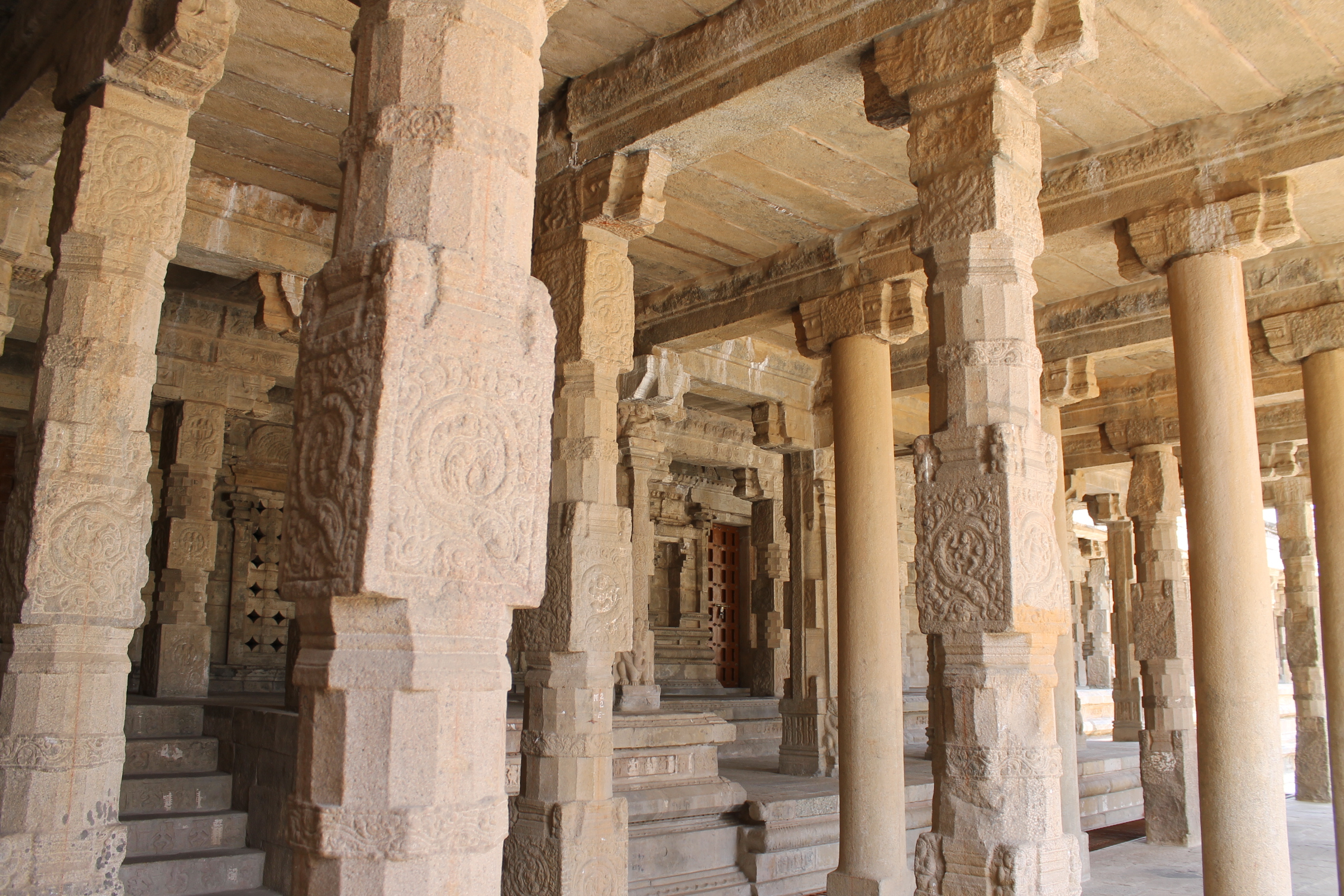
Construção de postes e vergas do Templo Airavatesvara, Índia, um Patrimônio Mundial

Na arquitetura, um sistema adintelado refere-se ao uso de vigas ou linteis de pedra horizontais que são sustentadas por colunas ou jambas. O sistema adintelado é um princípio fundamental da arquitetura neolítica, da arquitetura indiana antiga, da arquitetura grega antiga e da arquitetura egípcia antiga. Outros estilos adintelados são a arquitetura persa, lícia, japonesa, chinesa tradicional e chinesa antiga, especialmente no norte da China,  e quase todos os estilos indianos. Na América do Norte e Central pela arquitetura maia, e na América do Sul pela arquitetura inca encontram-se também sistemas adintelados. Em todas ou na maioria dessas tradições, certamente na Grécia e na Índia, as primeiras versões foram desenvolvidas com madeira, que mais tarde foram traduzidas em pedra para edifícios maiores e mais grandiosos. O enxaimel, também com uso de treliças, continuam a ser comuns em construções menores, como casas, até os dias modernos.